# 南山 (名古屋市)

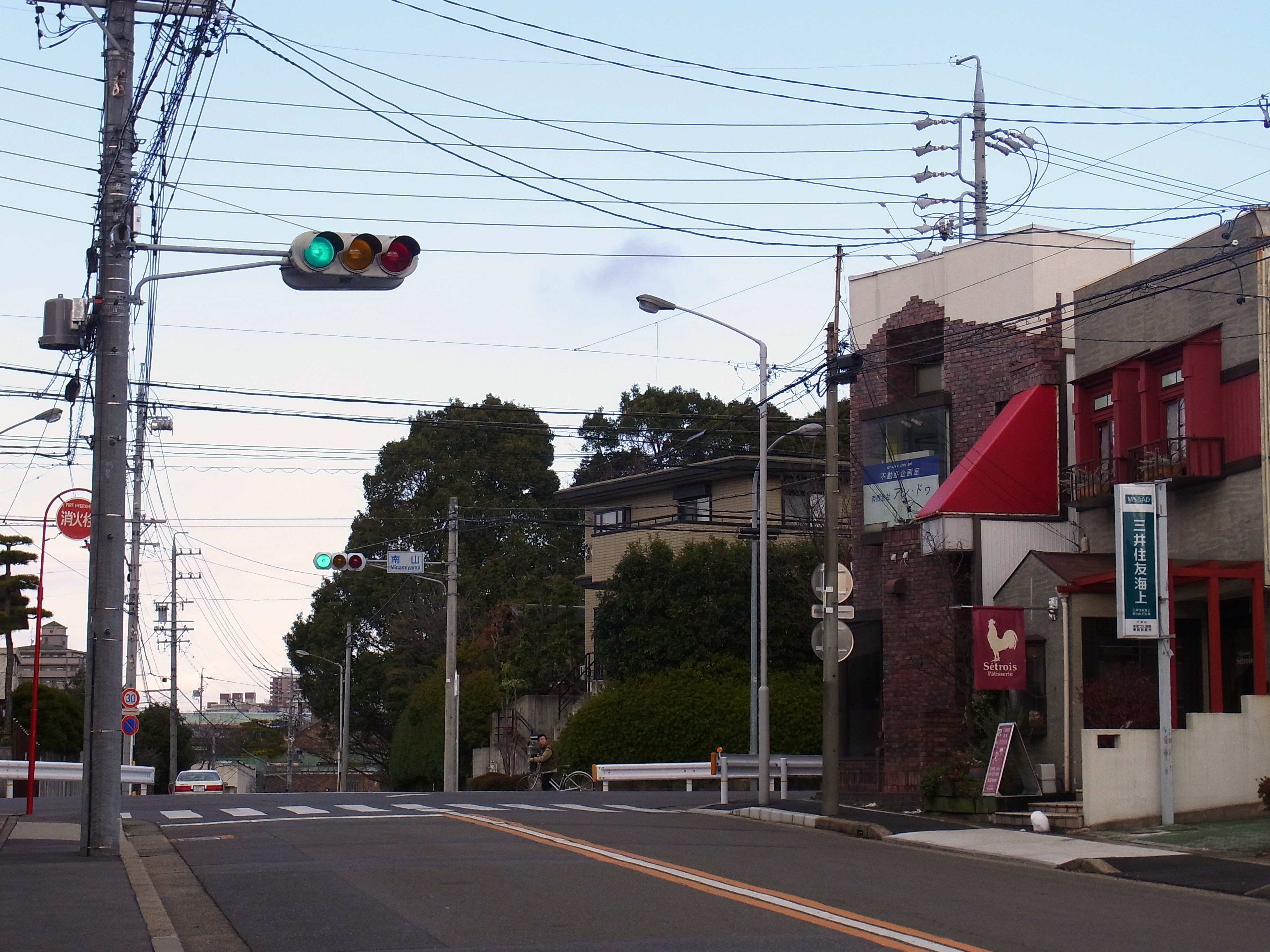
南山交差点

南山（みなみやま）は、名古屋市昭和区、瑞穂区の地域。

## 概要
地域としては南山町、汐見町、五軒家町が該当する。地域内は緑が多く閑静な名古屋を代表する高級住宅街として知られる地域の一つである。
南山は、名古屋新田頭・小塚源兵衛の支配する山々で、持ち主の名から白林寺山、新豊寺山、飯島山などと呼ばれていたが、飯田街道（国道153号）の南にあったことから総称して「南山」と呼ばれるようになった。1931年（昭和6年）、南区弥富町、中区広路町の一部が中区南山町となった。1937年に昭和区となり、1944年に瑞穂区に編入された。
学校法人南山学園の名称は南山に由来し、読み方を「なんざん」としたのは、その語感と中国の詩経などにある「南山」に繁栄の意図を込めたからとされている。
マンションやビルの一部では「なんざん」と読むものもあるが、地名としては「みなみやま」と読む。

## 主な施設
- 昭和美術館
- カトリック南山教会
- 南山学園ライネルス記念館（学校法人南山学園事務局）
- 南山中学校・高等学校
- 南山大学附属小学校
- 名古屋市立八事小学校

## 主要道路
- 山王通（名古屋市道山王線）
- 飯田街道（国道153号）